# 大小洞天
18°18′18″N 109°09′06″E / 18.30504°N 109.15162°E
大小洞天，是中华人民共和国海南省三亚市崖州区海滨的一个重要景点，位于三亚市以西40公里处的南山脚下（崖州区境内），景区全面积达22.5平方公里。内有三亚自然博物馆等景点。

## 历史
唐朝高僧鉴真在东渡日本曾遇险漂流至此处上岸，此后该地遂成为佛教胜地，后南宋道教南宗五祖白玉蟾选定此处传法布道，淳熙年间郡守毛奎命名其为“大小洞天”。
2007年5月8日，大小洞天景区被评为首批国家5A级旅游景区。
2009年5月8日，小洞天石刻被公布为第二批海南省文物保护单位。